# Bahnhof Gorebridge

Bei der Gorebridge Station handelt es sich um den Bahnhof der schottischen Ortschaft Gorebridge in Midlothian. Die Station liegt an der Waverley Line. 1969 wurde die Strecke stillgelegt und abgebaut. Die erhaltenen Bauwerke wurden 1998 in die schottischen Denkmallisten in die Kategorie C aufgenommen. Seit  September 2015 wird der Bahnhof Gorebridge nach dem Wiederaufbau der Bahnstrecke wieder im Eisenbahnverkehr bedient.

## Verkehr
Die North British Railway eröffnete bis 1849 sukzessive Teilstücke auf dem Abschnitt zwischen Edinburgh und Hawick der späteren Waverley Line. Der Bahnhof von Gorebridge entlang der Strecke wurde am 12. Juli 1847 eröffnet. Er lag, aus Richtung Edinburgh kommend, rund drei Kilometer jenseits des Bahnhofs von Newtongrange. Der nächste Halt war Fushiebridge. Der Durchgangsbahnhof verfügte über zwei Gleise und diente sowohl dem Personen- als auch dem Güterverkehr.
Der Anschluss an das Eisenbahnnetz war maßgeblich verantwortlich für den Aufschwung der Ortschaft in der zweiten Hälfte des 19. Jahrhunderts. Gorebridge zählte im 20. Jahrhundert zu den Bahnhöfen mit höherem Passagieraufkommen entlang der Strecke. Außerdem handelte es sich zu dieser Zeit um den Endbahnhof der Nahverkehrszüge aus Edinburgh. Nachdem der Güterumschlag in Gorebridge bereits am 28. Dezember 1964 eingestellt wurde, wurde mit der Aufgabe der Bahnstrecke infolge der Beeching-Axt am 6. Januar 1969 der Bahnhof obsolet. Zuvor war der Bahnhof bereits am 27. März 1967 zu einem unbesetzten Haltepunkt herabgestuft worden. Im Zuge des Wiederaufbaus der Waverley Line als Borders Railway erhielt Gorebridge wieder eine Zugangsstelle zum Eisenbahnverkehr. Seit Oktober 2014 liegen im Bereich des Bahnhofs die ersten Schienen. Die Betriebsaufnahme erfolgte am 6. September 2015.

## Beschreibung
Der Bahnhof liegt im Zentrum von Gorebridge. Der Sandsteinbau weist einen nahezu T-förmigen Grundriss auf. Die symmetrisch aufgebaute westexponierte Frontseite des zweistöckigen Bahnhofsgebäudes ist drei Achsen weit. Blendpfeiler flankieren das Eingangsportal mit Kämpferfenster, welches ein Dreiecksgiebel bekrönt. An der asymmetrischen Südseite tritt ein im 20. Jahrhundert ergänzter, harlverputzter Vorbau heraus. Eine außenliegende Betontreppe mit schlichtem Stahlgeländer verläuft entlang der schmucklosen Giebelseite. Die abschließenden Satteldächer sind mit grauem Schiefer eingedeckt. Heute wird das ehemalige Bahnhofsgebäude als öffentliches Gebäude genutzt. Die Gleise wurden nach der Stilllegung im Bahnhofsbereich möglicherweise nicht entfernt, sondern lediglich mit einer Erdschicht bedeckt. Im Zuge des Wiederaufbaus wurde nicht der gesamte Gleisbereich wieder aufgebaut, die Strecke ist in diesem Abschnitt lediglich eingleisig. 
Der neue, barrierefrei zugängliche Bahnsteig schließt sich südlich an das weiterhin privat genutzte ehemalige Empfangsgebäude an. Neben einem P+R-Platz wurde auch eine B+R-Anlage eingerichtet.